# KamAZ-43114
Der KamAZ-43114 (russisch КамАЗ-43114) ist ein allradgetriebener Lastwagen aus der Produktion des KAMAZ-Werks in Nabereschnyje Tschelny. Das Fahrzeug wurde ab 1991 entwickelt und wird seit 1995 in Serie gebaut. Vom Vorgänger KamAZ-4310 unterscheidet sich das Modell hauptsächlich durch einen leistungsstärkeren Motor.

## Fahrzeuggeschichte

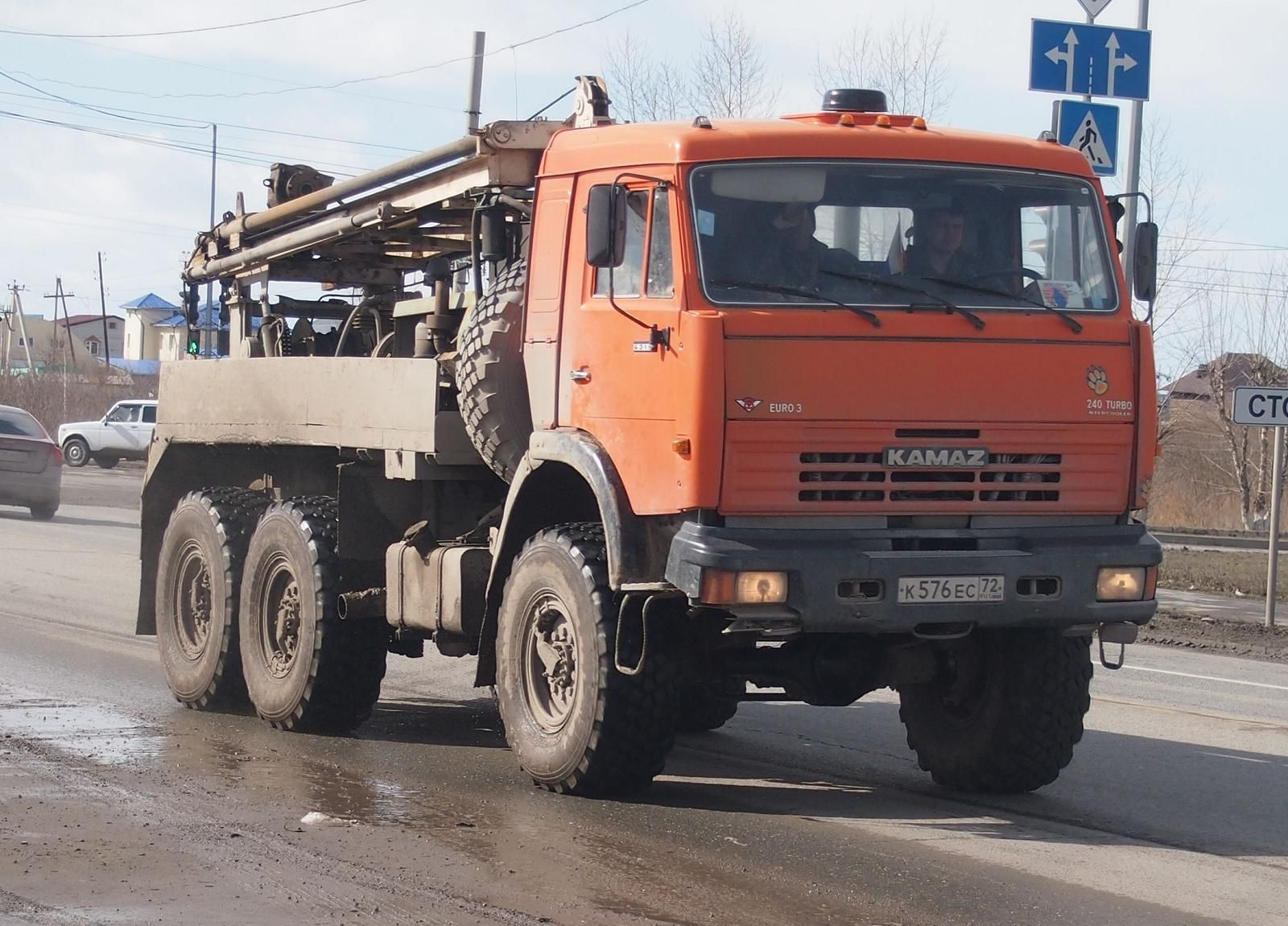
KamAZ-43114 mit Bohrgerät vom Typ PBU-2 in Tjumen (2014)

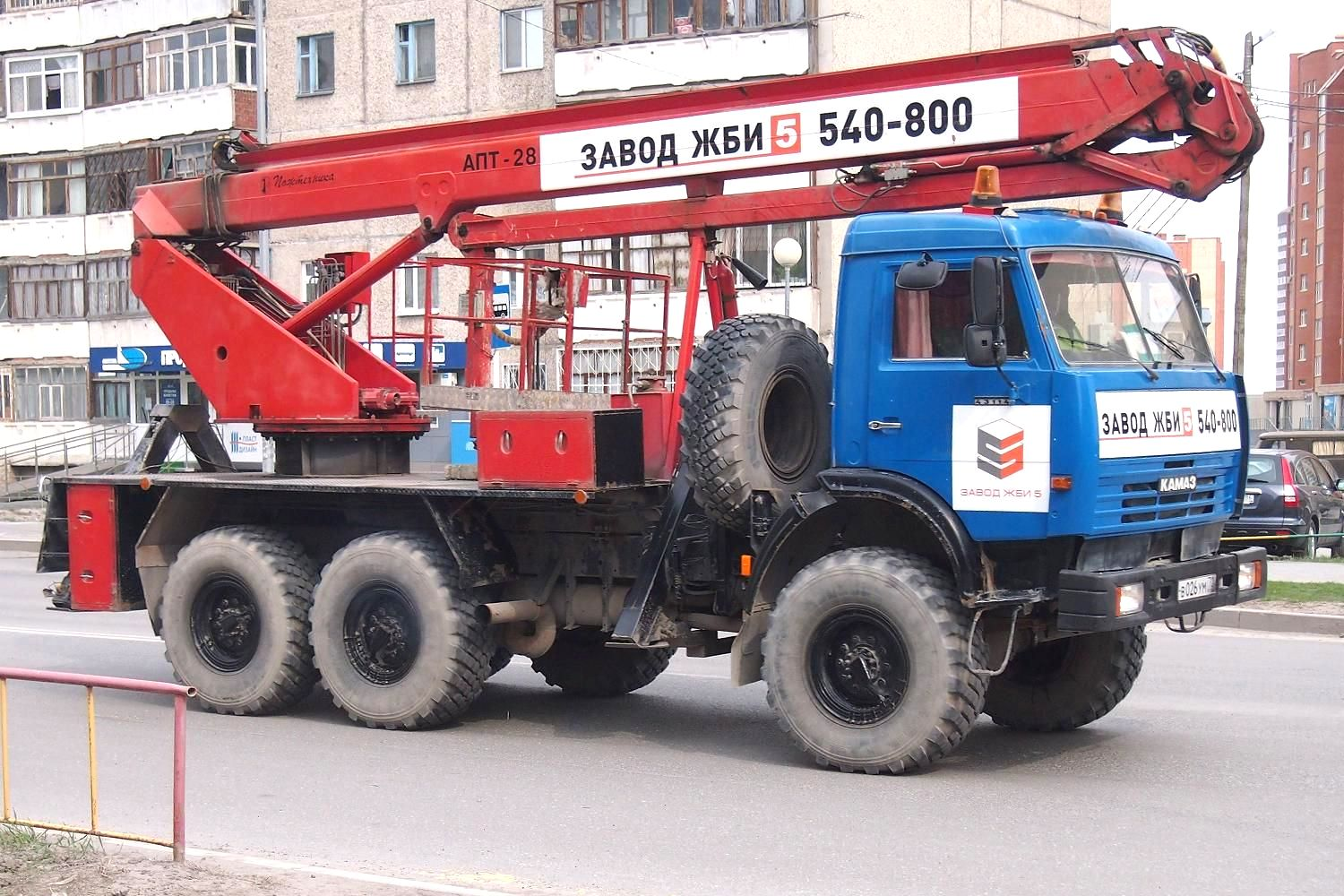
KamAZ-43114 mit Hebebühne APT-28 in Tjumen (2014)

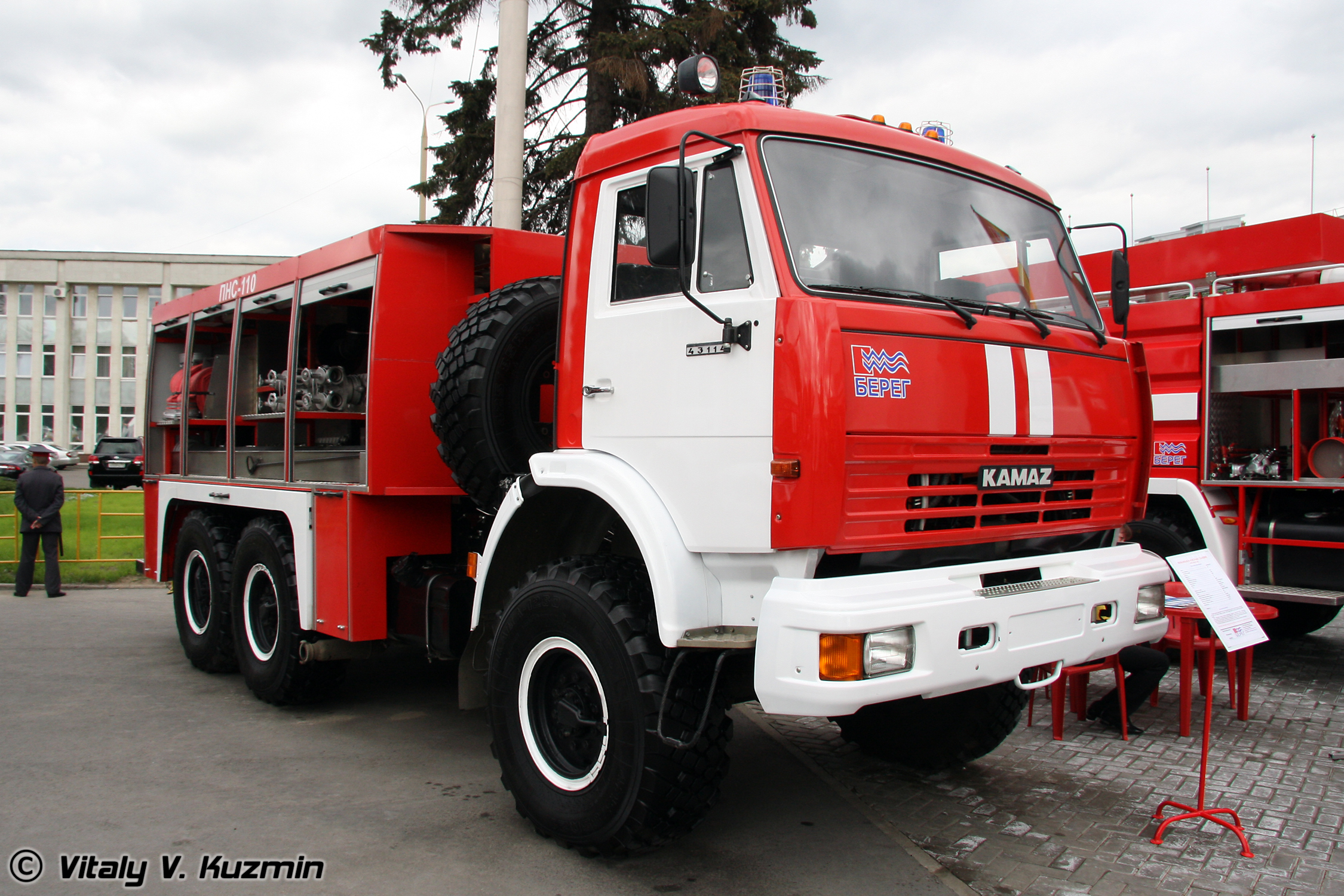
Feuerwehrfahrzeug PNS-110 auf Basis eines KamAZ-43114 (2009)

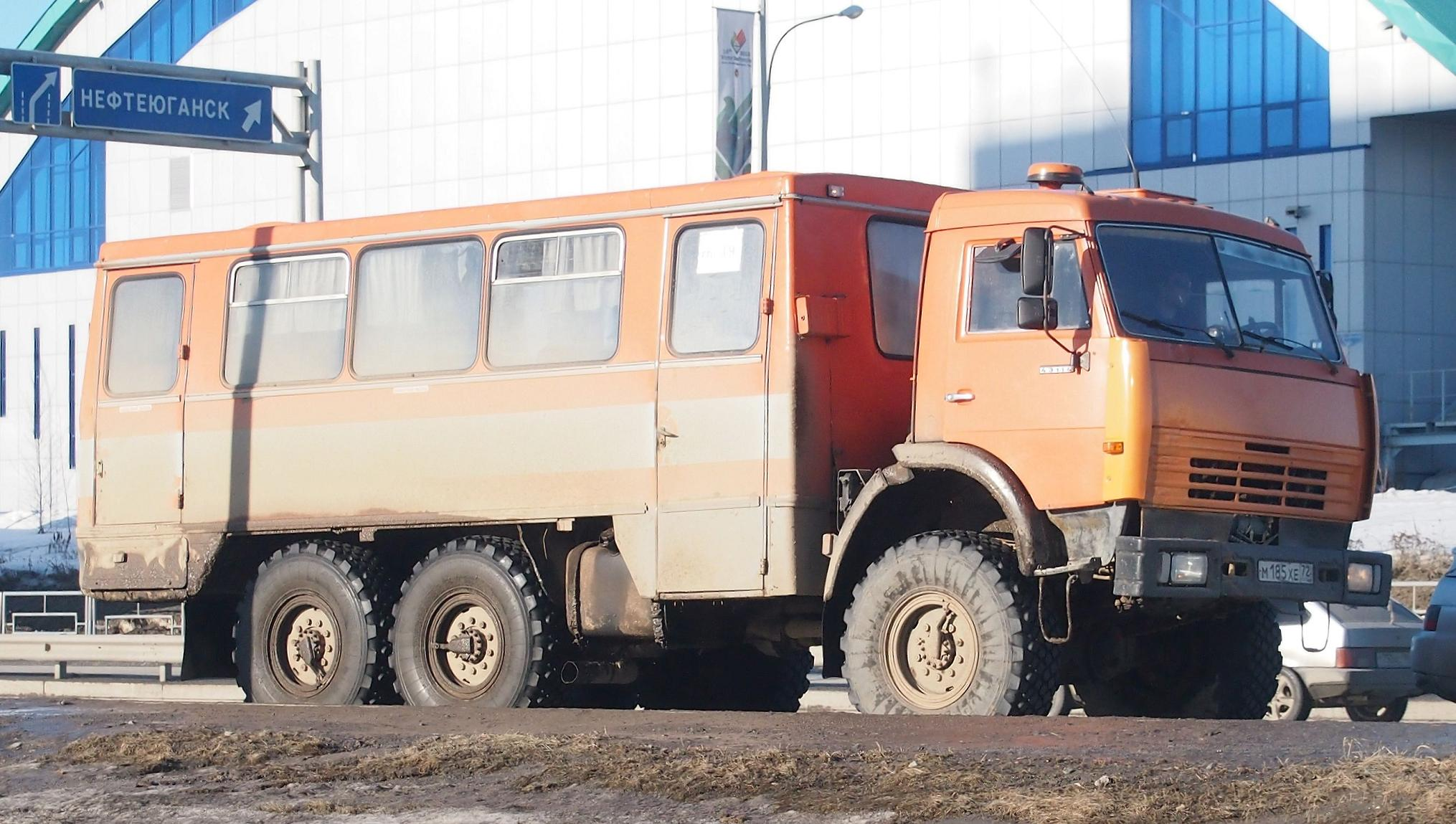
NefAZ-4208 zum Personentransport auf Basis des KamAZ-43114 in Chanty-Mansijsk (2015)

Die Entwicklung des KamAZ-43114 aus dem Vorgänger KamAZ-4310 heraus begann bereits 1991, die Serienproduktion startete 1995. Die Motorleistung wurde von 220 auf 240 PS gesteigert, ohne an den grundsätzlichen Daten wie Hubraum oder Zylinderzahl etwas zu ändern. Die Nutzlast blieb, wie bereits beim modernisierten KamAZ-43101, bei sechs Tonnen. Ein Modell mit fünf Tonnen Nutzlast wurde nicht mehr angeboten. Allerdings stieg das Leergewicht gleichzeitig um fast eine Tonne an.
Bereits seit 2008 wird die Produktion des KamAZ-43114 zu Gunsten des KamAZ-5350, einem ähnlichen geländegängigen Lastwagen, mehr und mehr heruntergefahren. Für zivile Kunden wird mit Stand Mitte 2016 lediglich der direkte Nachfolger mit höherer Nutzlast, der KamAZ-43118, noch angeboten. Eine vollständige Einstellung der Produktion wurde jedoch ebenfalls nicht bekannt gegeben.

## Modellvarianten
Im Laufe der nunmehr über 20 Jahre dauernden Produktionszeit wurden verschiedene Versionen des KamAZ-43114 in Serie gebaut. Die nachfolgende Liste erhebt keinen Anspruch auf Vollständigkeit.
- KamAZ-43114 – Grundversion, gebaut seit 1995.
- KamAZ-43115 – Version mit einer Nutzlast von sieben Tonnen,
- TZ-7-43114 – Tankwagen für Flugzeugtreibstoff, 7000 l Fassungsvermögen.
- NefAZ-4208 – Anstelle einer Ladefläche hat dieser Lastwagen einen Aufbau zum Personentransport, wobei die Fahrerkabine serienmäßig erhalten bleibt. Auch als Kombinationsbus mit kürzerer Ladefläche und Abteil zum Personentransport gebaut.
- AP-2(43114) – Feuerwehrfahrzeug auf Basis des KamAZ-43114. Es existieren diverse weitere Feuerwehrfahrzeuge auf Basis dieses Fahrzeugs.
- ARS-14K und ARS-14KM – Mobile Tankstelle.

Mit dem KamAZ-4326 existiert ein sehr ähnliches Fahrzeug, das jedoch nur über zwei Achsen verfügt.

## Technische Daten
Die hier aufgeführten Daten gelten für Fahrzeuge vom Typ KamAZ-43114. Über die Bauzeit hinweg und aufgrund verschiedener Modifikationen an den Fahrzeugen können einzelne Werte leicht schwanken.
- Motor: Viertakt-V8-Dieselmotor mit Turbolader
- Motortyp: KamAZ-740.31
- Leistung: 240 PS (176 kW)
- maximales Drehmoment: 912 Nm
- Hubraum: 10.850 cm³
- Bohrung: 120 mm
- Hub: 120 mm
- Verdichtung: 16,5:1
- Tankinhalt: 170 + 125 l
- Verbrauch: 31,5 l/100 km
- Reichweite: 930 km
- Getriebe: manuelles Fünf-Gang-Schaltgetriebe, zweistufige Geländeuntersetzung
- Höchstgeschwindigkeit: 90 km/h
- Maximal befahrbare Steigung: 31 %
- Antriebsformel: 6×6

Abmessungen und Gewichte
- Länge: 7960 mm
- Breite: 2500 mm
- Höhe: 2945 mm
- Radstand: 3340 + 1320 mm
- Abmessungen der Ladefläche: 4800 × 2320 × 500 mm
- Höhe der Ladekante: 1535 mm
- Spurweite: 2010 mm
- Bodenfreiheit: 365 mm
- Wendekreis: 22,6 m
- Leergewicht: 9200 kg
- Zuladung: 6000 kg
- zulässiges Gesamtgewicht: 15.350 kg
- zulässige Anhängelast: 12.000 kg, 7500 kg im Gelände
- zulässiges Gesamtgewicht Zug: 27.350 kg
- Achslast vorne: 4950 kg
- Achslast hinten (Doppelachse): 10.400 kg